# Lopătăreasa
Lopătăreasa – wieś w Rumunii, w okręgu Buzău, w gminie Bisoca. W 2011 roku liczyła 274 mieszkańców. 